# Buttress Peak, Östantarktis (syd)
Buttress Peak är en bergstopp i Antarktis. Den ligger i Östantarktis. Nya Zeeland gör anspråk på området. Toppen på Buttress Peak är 2 950 meter över havet, eller 490 meter över den omgivande terrängen. Bredden vid basen är 2,5 km.
Terrängen runt Buttress Peak är kuperad västerut, men österut är den bergig. Trakten är obefolkad. Det finns inga samhällen i närheten. 